# 费达夫
费达夫，（1907年—1931年），化名费德甫、费德弗，上海市人，中共党员，曾任沪东区工会联合会主任，龙华二十四烈士之一。

## 生平
1907年生于杨树浦韬朋路（今通北路）98号，早年入上海名校聂中丞华童公学（今市东中学），因参加五卅运动，被学校开除。1925年下半年加入中共。1926年赴苏联莫斯科中山大学学习，1928年回国，1930年任沪东区工会联合会主任，纺织工会执行委员会委员。1931年1月17日下午，在华德路（今长阳路）明园坊11号住处与女友王小妹（玉凤珠，烟草工人总工会执行委员会委员）一同被捕。1931年2月7日夜，和林育南等23位志士一起在龙华淞沪警备司令部刑场被枪决，年仅24岁。